# جيم غراب
جيم غراب (بالإنجليزية: Jim Grabb)‏ مواليد 14 أبريل 1964 في توسون، هو لاعب كرة مضرب أمريكي سابق بدأ مسيرته كمحترف سنة 1986 وكان يلعب باليد اليمنى، اعتزل اللعب في 1997. كما أنه أحد أبطال الجراند سلام. أعلى تصنيف له في الفردي كان المركز الـ 24 في سنة 1990.

## بطولات حققها
- دورة رولان غاروس الدولية
- بطولة أمريكا المفتوحة للتنس

## النهائيات

### الفوز (2)
| السنة | البطولة                     | الشريك         | المنافس في النهائي            | النتيجة في النهائي    |
| 1989  | دورة رولان غاروس الدولية    | باتريك ماكنرو  | منصور بهرامي إريك وينوجرادسكي | 6–4, 2–6, 6–4, 7–6(5) |
| 1992  | بطولة أمريكا المفتوحة للتنس | ريتشي رينيبريغ | كيلي جونز ريك ليتش            | 3–6, 7–6(2), 6–3, 6–3 |

### الوصافة (1)
| السنة | البطولة  | الشريك         | المنافس في النهائي     | النتيجة في النهائي              |
| 1992  | ويمبلدون | ريتشي رينيبريغ | جون ماكنرو مايكل ستيتش | 7–5, 6–7(5), 6–3, 6–7(5), 17–19 |

## روابط خارجية
- جيم غراب على موقع رابطة محترفي التنس (الإنجليزية)
- جيم غراب على موقع الاتحاد الدولي لكرة المضرب (الإنجليزية)
- جيم غراب على موقع كأس ديفيز (الإنجليزية)
- جيم غراب على موقع خلاصة التنس.كوم (الإنجليزية)